# Aeroportul Dillant–Hopkins
Aeroportul Dillant–Hopkins (IATA: EEN, ICAO: KEEN, FAA LID: EEN) este un aeroport din New Hampshire, Statele Unite ale Americii ce deservește zona Keene⁠(d). Aeroportul a fost tranzitat în 2019 de 140 de pasageri.
Situat la o altitudine de 45 m, aeroportul dispune de 2 piste.

## Infrastructură

### Piste
Aeroportul dispune de 2 piste. Pista 02/20 are suprafața de asfalt și dimensiunile 6.201 picioare × 100 picioare. Pista 14/32 are suprafața de asfalt și dimensiunile 4.001 picioare × 150 picioare. 